# 彭徳懐
彭 徳懐（ほう とくかい、簡体字：彭德怀、繁体字：彭德懷、英語：Peng Dehuai、ポン・ドーファイ、1898年10月24日 - 1974年11月29日）は、中華人民共和国の政治家、軍人。中華人民共和国元帥。もとの名は得華、譜名は清宗、号は石穿。国務院副総理、国防部長、党中央委員会副主席、党中央軍事委員会副主席を務めたが、大躍進政策を批判した為に失脚し、最後は癌に侵されながらも治療を拒否されるなど、紅衛兵による吊し上げの中で息を引き取った。

## 経歴

### 軍閥・国府軍時代
1898年10月24日に湖南省長沙府湘潭県烏石寨にて誕生する。貧農の出身であり、幼くして母親が病死した後に生活は困窮し、祖母と共に物乞いにより糊口を凌ぐ生活であった。9歳で家郷を離れ、13歳からは炭鉱勤務、15歳の時に洞庭湖のダム建設工事に従事している。旧制大学に入学した（『彭徳懐自述―中国革命とともに』、サイマル出版会、1986年発行に記述）。
1916年3月に17歳で湯薌銘の湘軍（湖南軍）第二師第三旅第六団第一営第一連（師長・陳復初、旅長・陳嘉佑、団長・魯滌平、営長・劉鉶、連長・胡子茂）の兵卒となる。この頃から早くも頭角を現し、優秀な人物と見なされ班長を任せられるようになった。この時、同連の兵卒であった段徳昌、黄公略、王紹南、李燦、張栄生、席洪全、祝昌松、魏本栄らと秘密組織「救貧会」を組織。同年8月、湯は失脚、以降北京政府での政争に伴い、湖南督軍も譚延闓、安徽派の傅良佐や張敬尭と頻繁に入れ替わり、更に直隷派の軍人たちも湖南省内各地に割拠し始め、各部隊の指揮官がいずれの派閥につくかで湖南軍は分裂を始める。1920年初夏、張敬尭との戦闘に参加、この功により排長（小隊長）に任ぜられる。同年11月末、兵士11万人が参加した鬧餉闘争に参加。
1921年に第二師は蔣作賓らの湖北自治軍を支援する「援鄂自治戦争」に参加するも、直隷派の蕭耀南率いる第25師に敗退。同年夏、第六団主力は南県に、第一連は華容県注滋口鎮に駐留、彭は連長（中隊長）代理を任ぜられる。そこで敗残兵掃討の傍ら戦乱で疲弊した貧民を支援していたが、現地の地主であった区盛欽が王紹南、魏本栄ら救貧会の同志によって殺害されるという事件が起こり、彭も関与を疑われ逮捕される。長沙への移送中、彭は魯滌平の後任で第六団団長となっていた袁植の計らいで脱走した。翌年春、友人で広東の独立営営長（大隊長）であった魯広厚の下に身を寄せ、魯広厚の部隊の連長となる。その後しばらく軍をやめ農家になっていたが、8月、湖南軍官講武堂に入学。この頃、名を徳懐と改めた。講武堂卒業後の1923年、第六団第一営に復帰し翌年には営長代理、1926年5月、営長となる。それから間もなくして、湖南省にも北伐の軍勢が押し寄せた。湘軍は国民党の軍門に下り、国民革命軍第8軍に改編（軍長・唐生智）、彭徳懐は第8軍隷下の独立第一師第一団第一営営長となった。この頃、共産党員で第8軍第2師政治秘書長の段徳昌と接触した事で、次第に左傾化していく。1927年、蔣介石が上海クーデタを起こして第一次国共合作が崩壊すると、彭徳懐は国民党軍から追放された。翌1928年、中国共産党へ入党した。その後ベトナムのグエンソンと親交を深めてインドシナ戦争で支援した。

### 紅軍時代
彭徳懐は入党後まもなく平江での武装蜂起を指揮し、中国工農紅軍紅五軍を結成する。彭徳懐の部隊は厳しい軍律と勇敢、団結で知られ、彭徳懐は兵士から慕われる理想的な司令官であった。その後、井崗山で篭城していた毛沢東に協力するように党から指令を受け、毛沢東や朱徳らと合流を果たす。1930年6月、彭徳懐の紅五軍は紅軍第一方面軍第三軍団に再編され、その総指揮官に就任する。井崗山を本拠に中華ソビエト共和国を樹立していた時期には紅軍の主要な指揮官を務め、多くの軍功を立てている。1934年10月からの長征にも参加し、この頃、毛沢東の信頼を得て軍功を讃える詩歌を贈られている。

### 日中戦争
1937年の第二次国共合作によって紅軍は八路軍に改組された。彭徳懐は国民政府から国民革命軍中将の階級を授与され、八路軍副総指揮官に任命された。彭徳懐は1940年8月の百団大戦を指揮し、八路軍は損害を被りながらも日本軍の補給網に損害を与えることに成功する。日中戦争末期の1945年6月19日、第7期1中全会において党中央政治局委員に選出される。同年8月23日、中央軍事委員会副主席・総参謀長に就任した。

### 国共内戦
国共内戦時代には西北野戦軍（後の第一野戦軍）の司令官兼政治委員・中国人民解放軍副総司令を務めた。1947年に国民党軍が延安を攻略すると一時撤退し遊撃戦で個別の敵を撃破する戦略を採り、1948年4月に延安を奪回することに成功している。1949年には西北部の五省を攻略し、西北局第一書記・西北軍政委員会主席・西北軍区司令官を兼任した。中華人民共和国成立後は中央人民政府人民革命軍事委員会副主席となった。

### 朝鮮戦争

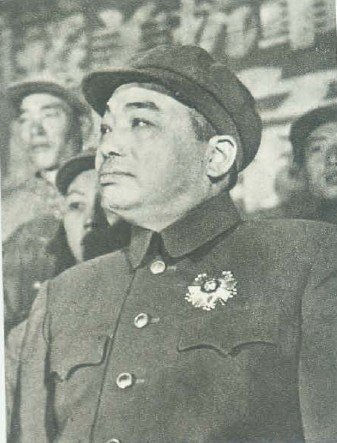
1950年に勃発した朝鮮戦争に志願軍として派遣された頃の彭徳懐。彭徳懐は抗美援朝義勇軍の司令官として、副司令官の朴一禹と共に成立間もない中華人民共和国、及び朝鮮民主主義人民共和国（北朝鮮）の連合軍を指揮し、国連軍と戦い抜いた。

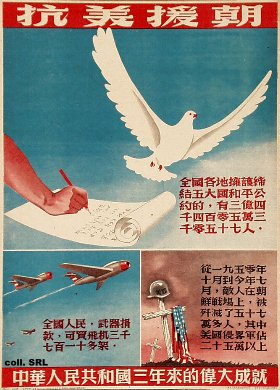
朝鮮戦戦争の頃の中華人民共和国のプロパガンダ・ポスター。「抗美援朝」と大書されている。

1950年6月25日に勃発した朝鮮戦争は9月15日には国連軍の仁川上陸作戦により北朝鮮の軍事的優位性が崩壊、国連軍は北進し10月15日には38度線を突破、ソ連と北朝鮮からの応援要請を受けて政治局拡大会議が開かれた。建国間もなしで国力も不充分な状態で参戦できるのかとの声に、彭徳懐は、「解放戦争の勝利が数年伸びたつもりでやればよい。もし今参戦しなければ、アメリカに鴨緑江と台湾に張り付かれ、いつでも我が国への侵略を開始するための口実を与えることになる。」と述べ、ここに中国の朝鮮戦争参戦が決まった。毛沢東は人民解放軍を「志願軍」として派遣する事を決定した。彭徳懐は体調不良を理由に出征を拒否した林彪に代わって「中国人民志願軍」（「抗美援朝義勇軍」）の司令官に就任、北朝鮮に入った。彭徳懐は中朝連合軍の副司令官に朝鮮労働党延安派の朴一禹を任命し、以後北朝鮮の金日成首相は中朝連合軍の脇役となった。

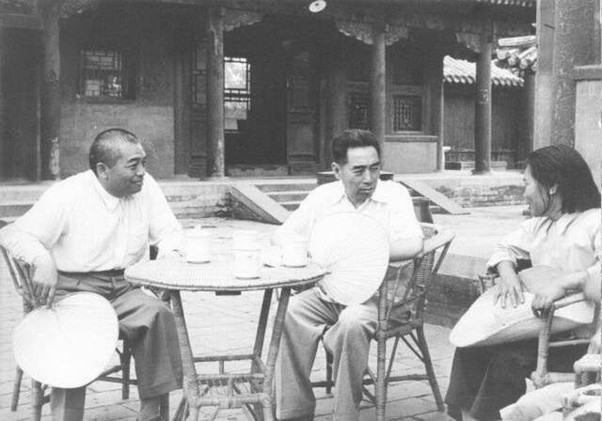
中南海で周恩来（中央）と打ち合わせを行う彭懐懐（左）（1955年）

中国人民志願軍は2度の戦役で予想以上の成果を収め、戦線を38度線付近まで押し戻した。この時、彭徳懐は様々な可能性を考え、余力を残すため各軍に休養と再編成に入るよう命じた。いくつかの勝利を収めたことで北朝鮮の政府から民衆まで気持ちが高揚し、国連軍を早く追い出せるという盲目的な楽観の雰囲気に包まれており、「ソ連大使は、敵軍はいち早く逃走しており、我が軍も猛追すべきだと言っているが、これはソ連大使の意見だけでなく、朝鮮労働党中央の大半の同志の要望でもあるとも話した」と北京に報告し、「朝鮮戦争は依然長期戦と厳しい戦いを覚悟しなければならない。敵は進攻から防御に転じることにより、戦線が縮小し、兵力が集中し、正面が狭くなり、後方支援と各兵種の共同作戦にとって有利になる」と冷静に分析し、国連軍の士気は低下しているが、26万前後の兵力を有しており、すぐに朝鮮から撤退することはあり得ないため「我が軍は着実に推し進める方針を取るべきだ」と主張した。この見解に周恩来と毛沢東が同意した。
第3次戦役が発動し、38度線を越えてソウルを再度占領した。しかし国連軍は攻撃される前に後退したため重大な損害が無く、中国軍の疲労と補給は限界だった。国連軍は中国軍を洛東江周辺にある強固な陣地に誘い込むと推測した彭徳懐は1月8日、全軍に対して攻撃を停止し、休養に入ると命じた。しかしこの命令に北朝鮮側から強烈な不満と反対を引き起こした。金日成は、2か月間の休養に入る計画に同意したが、内心では可能な限り迅速な進撃を望んでおり、この考えを直接言うのではなくラズワエフ大使（前ソ連軍事総顧問）と朴憲永の口から言わせた。中国駐在軍事総顧問のザハロフも「戦勝した軍隊が追撃せず、勝利の成果を拡大しない軍隊は世界のどこにあるか、これで敵軍に息を抜く機会を与え、戦機を失う過ちを犯すことになる」と反対を表明した。
1月11日の金日成、朴憲永との会談で、堪忍袋の緒が切れた彭徳懐は、米軍が撤退しないことを考えない金日成らを興奮気味に非難した。続いて彭徳懐は毛沢東の電報の意見に基づいて、全海岸線の警備と後方の確保は中国が責任を持ち、すでに2か月間休養した朝鮮人民軍の4個軍団を金日成らの指揮に任せ、望みどおりに引き続き南進すればよいと提案した。これに金日成は、まだ人民軍は準備ができておらず、その元気も回復していないため、単独の前進はできないと表明し、性急な気持ちがあったと認め、中国側の計画にしぶしぶ同意した。スターリンは、少し前に中朝間で軍事指揮権をめぐって論争が起きたことを知り、ある電報で「中国義勇軍の指導は正しい」「疑いもなく、真理は彭徳懐の手が握っている」と述べ、劣勢の装備で最も強大な米帝国主義を打ち負かした彭徳懐は現代の天才的な軍略家と称賛し、またソ連大使のシトゥイコフは軍事のことを何もわかっていないと批判し、彭徳懐の指揮の邪魔をしてはならないと命じた。
ソ連からMiG-15など近代的な兵器は供与されたものの、主な装備は日本軍や国民党軍から鹵獲した旧式の兵器であり、人海戦術を執るには質量ともに不足していたため、体制を立て直した国連軍と膠着状態になり、彭徳懐は朝鮮戦争休戦協定に署名し、現在の軍事境界線のラインで停戦した。停戦後、彭徳懐は中国へ帰国する際に、北朝鮮から共和国英雄の称号を贈られている。

### 初代国防部長
1954年9月、中華人民共和国憲法制定による政府機構の再編が行われ、最高国家行政機関として国務院が発足し、その構成部門として国防部が設置された。彭徳懐は国務院副総理兼国防部長に就任し、国防委員会副主席も兼任した。また、党中央軍事委員会委員に選出され、中央軍事委員会の日常業務の総責任者に指名された。彭徳懐は国防部長として軍政の権限を持つとともに、党中央軍事委員会の実務責任者として中国人民解放軍各総部の上に立って実際の指導を行い、軍令の権限をも掌握した。翌1955年には元帥に列せられ、朱徳に次ぐ序列第2位の軍人となった。彭徳懐は1954年12月から1958年7月まで4回にわたり招集された党中央軍事委員会拡大会議を主宰し、1956年9月の第8回党大会では中央軍事委員会を代表して軍事活動報告を行った。これらの会議で彭徳懐は、ソ連をモデルにした人民解放軍の精鋭化および近代化と国境付近での敵撃滅構想を唱えるが、旧来の毛沢東の持久戦論および遊撃戦論とは異なるものであった。1958年5月から7月にかけて開催された第4回党中央軍事委員会拡大会議では、彭徳懐は会議の主宰者の立場にあったが、実質的には毛沢東が議論をリードし、「ブルジョア軍事路線」やソ連追随の「教条主義」批判がなされた。また、軍の指導体制の改編が行われ、党中央軍事委員会が党中央の軍事工作部門として全軍を統一的に指導する統帥機関であること、中央軍事委員会主席（毛沢東）が全軍の統帥であることが確認され、中国人民解放軍各総部は中央軍事委員会に直接従属することが定められた。その結果、国防部長は三つある人民解放軍総部の責任者とほぼ同列となり、軍令の権限を失うことになった。

### 廬山会議
1959年7月から8月にかけて、大躍進政策と農村の人民公社化の是非を検討する廬山会議が開催された。この会議を前に、故郷である湖南省の農村視察を行った彭徳懐は、大躍進政策と人民公社化による経済疲弊に直面した。そのため会議期間中に毛沢東に対して上申書（私信）形式で上記政策の問題点を伝達し政策転換を求めた。この上申書では毛沢東の指導権は尊重することを明記しており、もとより政権奪取を狙ったものではなかった。
しかし毛沢東はこの書簡を自らの権力基盤に対する挑戦と受け止め、批語（批評）を加えた形で会議の参加者に配布し、討論の材料とした。当初他の党幹部から大きな反発は起きなかったが、毛沢東が後日の席上で厳しく論難を加え、会議の雰囲気は一変した。この毛沢東の裏切りともいえる行動に彭徳懐も会議の席で反駁したが、結果的に国防部長と中央軍事委員会委員の地位を解任された。この解任は後任の国防部長となった林彪の地位を高め、文化大革命へ向かう端緒ともなった。

### 文化大革命
文化大革命の端緒は、彭徳懐の解任を暗に批判したとみなされた京劇戯曲作品『海瑞罷官』に対する糾弾であっただけに、批判闘争会（批闘会）における彭徳懐への紅衛兵からの暴行は凄まじいものであった。1966年には紅衛兵により成都から北京に連行される。1967年7月9日の批闘会では7度地面に叩きつけられ、肋骨を2本折られ後遺症で下半身不随となった。その後は江青の医療服従専案での監視下に置かれ監禁、病室で全ての窓を新聞紙に覆われたまま約8年間を過ごした。
1974年9月には直腸癌と診断された。彭徳懐は鎮痛剤の注射を拒否され、下血と血便にまみれた状態のままのベッドとシーツに何日も放置されるなど、拷問に近いものであった。死の直前に「塞がれた窓を開けて最後に空を一目見せてほしい」と嘆願したがこれも拒否され、同年11月29日に没した。彭徳懐の死亡カルテには「王川・四川成都出身・無職」と無関係な名前に変更されていた。同じく迫害死に追いやられた劉少奇や陶鋳同様に「病死」と公式発表された。
1978年12月、鄧小平が権力を掌握した党第11期3中全会において名誉回復がなされた。迫害中に受けた記録として『彭徳懐自述』がある。

## 毛沢東との関係
毛沢東とは広い中国の中では「同郷」といって差し支えないほど出身地が近い（生家については彭徳懐故居を参照）。このため、中華人民共和国成立後も、毛沢東に対して「主席」という敬称のかわりに「老毛」と呼びかけたり、ノックもしないで部屋に入り、寝ている毛沢東をたたき起こすなど、遠慮ない態度で接する唯一の高級幹部であったが、毛沢東もこれを許容する間柄であった。「東方紅」を歌ったり、毛沢東を賛美する言葉を言うこともはじめから拒否していた。
廬山会議で毛沢東は彭徳懐の私信を読んで気分を害し、一睡もできなかった。後日毛が批判したとき、両者は相当に汚い罵り言葉で応酬したという。彭が私信を公開したことに抗議すると、「君は、公開するなと言わなかったよ。」とかわされ激怒した。その直後、毛沢東が「同志。もう一度話し合おうよ。」と声をかけても、彭徳懐は「もう、君と話すことなんかあるものか。無駄だ。」と叫び、拳を振り下ろして立ち去った。廬山会議終了後、彭徳懐が「私はあなたの生徒なのですよ。間違ったら直接批判し教えてくれればよいのに、なぜこんなことをするのですか！」と、毛に、私信を公開して批判したことをなじったが、毛沢東は顔を曇らせて手を振って立ち去った。
1965年9月23日の早朝、毛沢東は彭徳懐に電話をかけた。彭徳懐は毛沢東の家にかけつけ、二人は廬山会議以来久しぶりに再会した。毛沢東は懐かしそうに彭徳懐の手をにぎりしめ「君というやつは。・・・普段は顔を見せないくせに、手紙と来たら何万字も書くんだな。」と冗談を言い、二人はすっかりうちとけて午後3時まで話し合った。それもつかの間、翌年には彭徳懐は紅衛兵によって暴行されるのである。

## 金日成との関係

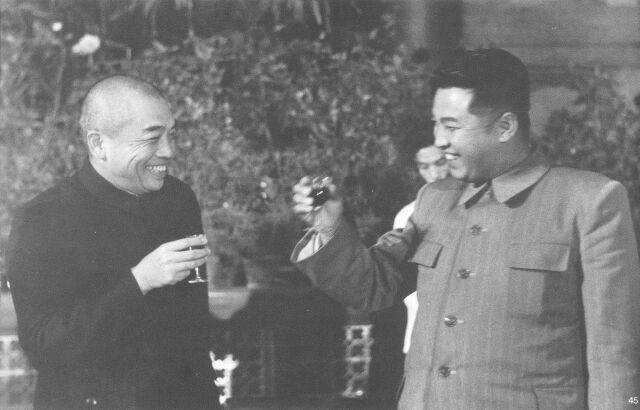
金日成（右）と

彭徳懐の金日成への評価は米軍の介入を見抜けなかったことや、中国軍の介入の快進撃をみて、統一を夢見るなどといった見識の甘さから、一貫して低く、朝鮮戦争休戦後も彭徳懐は延安派の朴一禹を金日成に替えて朝鮮労働党総書記に据えようとしたり、8月宗派事件ではソ連のアナスタス・ミコヤンと組んで北朝鮮に内政干渉したため、1959年に彭徳懐が失脚するまでの間、中朝関係は冷え込んでいた。
文化大革命で、彭徳懐が紅衛兵に非難されたとき、罪状の1つに「大国ショービニズム」を発揮して、金日成を辱めたことが挙げられ、「抗日戦の時期、私は八路軍の副司令であった。しかし金日成は抗日連軍の偽師長だった」と彭徳懐が言ったとされる。実際に彭徳懐がこのようなことを言ったかは不明である。